# 虹口体育馆
虹口体育馆是位於中華人民共和國上海市虹口區东体育会路的一個體育館，是曲阳新村的配套工程，1991年建成使用。該館举办过1991年9月的立新杯全国击剑冠军甲级赛、1992年精武国际武术邀请赛，1992年国际手球赛等比賽。1993年成為东亚运动会篮球训练馆。2013年10月21日，虹口体育馆更名为精武体育馆。